# Демократична Кампучія
Демократична Кампучія (кхмер. កម្ពុជាប្រជាធិបតេយ្យ Kampuchea Pracheathipatai, також описується як Геноцидний режим (кхмер. របបប្រល័យពូជសាសន៍)) — держава, що існувала протягом 1975—1979 років у Південно-Східній Азії на території сучасної Камбоджі за правління режиму Червоних кхмерів. Прийшла на зміну Кхмерській Республіці, яка зазнала поразки за підсумками громадянської війни в країні. За 4 роки свого існування тоталітарний режим Червоних кхмерів відзначився жорстоким правлінням, знищивши понад 3 мільйонів громадян. Геноцид власного народу послугував причиною в'єтнамського вторгнення до країни, що призвело до падіння Демократичної Кампучії та проголошення Народної Республіки Кампучії.